# Тау4 Ерідана
Тау4 Ерідана (τ4 Ерідана, τ4 Eri) — подвійна зоряна система в сузір'ї Ерідан. Її видно неозброєним оком з видимою візуальною величиною 3,65. Відстань до цієї зірки можна оцінити за допомогою методу паралакса, який дає значення приблизно 300 світлових років. 

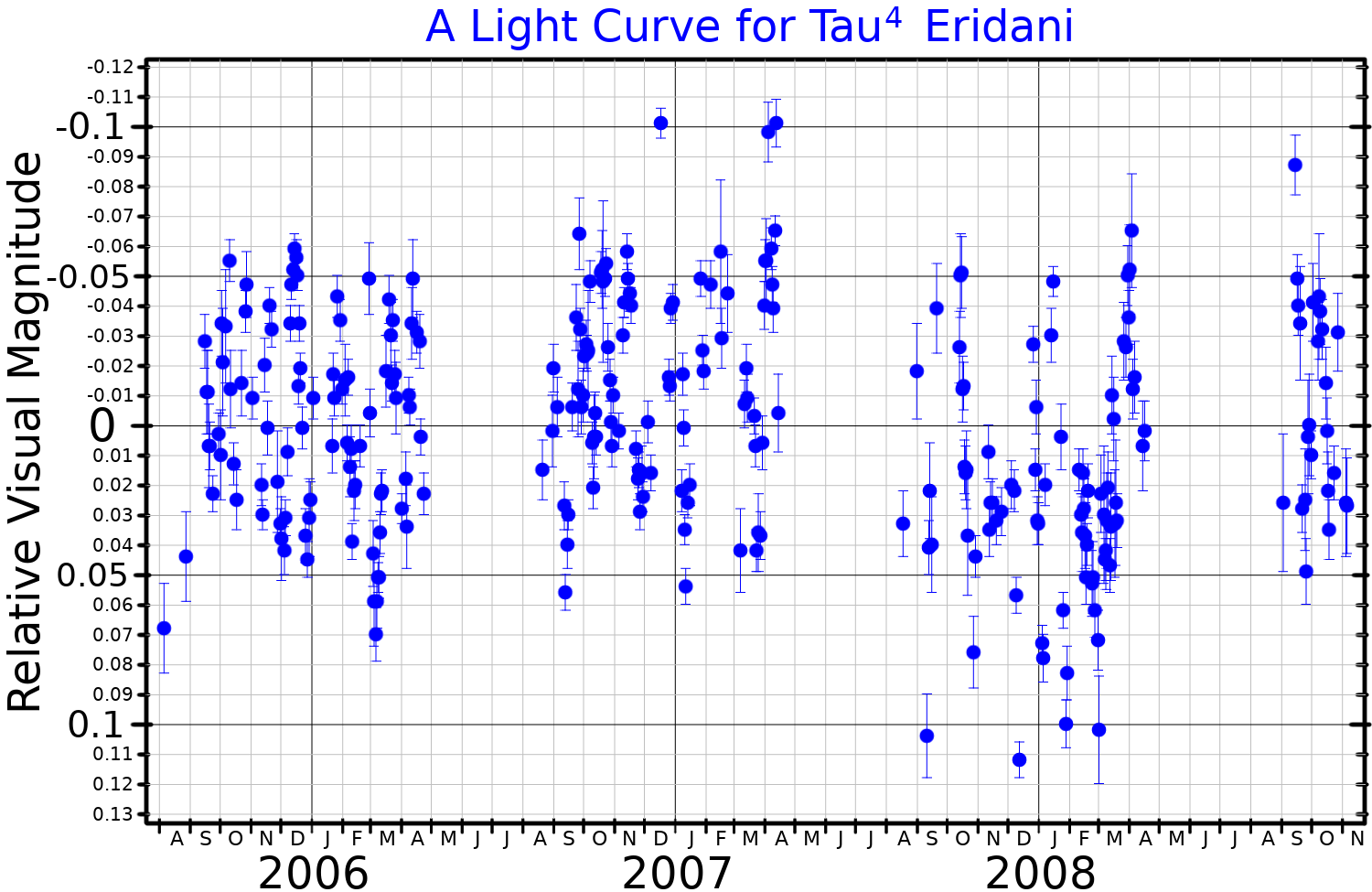
Візуальна смугова крива блиску для Tau ^{4} Eridani, побудована на основі даних, опублікованих Tabur et al. (2009)

Це еволюційний червоний гігант, який зараз знаходиться на асимптотичній гілці гігантів із зоряною класифікацією M3/4 III. Це повільна нерегулярна змінна зірка типу Lb, що зазнає змін зоряної величини в діапазоні 3,57−3,72  з періодичністю 23,8 d. Виміряний кутовий діаметр Тау 4 Ерідані становить 10.58±1.00. На розрахунковій відстані це дає фізичний розмір приблизно в 106 разів більше радіуса Сонця. Він світить із зовнішньої атмосфери в 1537 разів більшою, ніж Сонце, при ефективній температурі 3712 К. 
Швидше за все, це подвійна зоряна система.  Компаньйон є зіркою 9,5 зоряної величини з кутовою відстанню 5,7 дюйма вздовж позиційного кута 291°, станом на 2013 рік. 